# Salona oceanica
Salona oceanica är en insektsart som först beskrevs av George Willis Kirkaldy 1909.  Salona oceanica ingår i släktet Salona och familjen Nogodinidae. Inga underarter finns listade i Catalogue of Life.